# Histoire de la télévision française
Pour un article plus général, voir Histoire des techniques de télévision.
L'histoire de la télévision française résume à travers les principales étapes d'évolution technologique, économique et sociale, l'introduction puis la démocratisation de ce moyen de communication, devenu un média de masse.
Les Français s'équipent massivement de postes de télévision à partir des années 1960. Si un seul foyer sur dix possède un récepteur au début de la décennie, on en compte plus de neuf sur dix à la fin de cette période.
Cette décennie voit aussi l'arrivée de la couleur pour la quasi-totalité des émissions, malgré le coût des téléviseurs couleur à leur lancement et jusqu'à la fin des années 1970, tandis que le nombre de chaînes s'accroît et que le magnétoscope devient accessible à partir des années 1980. Les années 1980 connaissent aussi l'apparition de chaînes privées nationales comme Canal+, La Cinq et TV6.
Dans les années 1990, les paraboles de réception satellite complètent ou remplacent les antennes râteau avant que l'offre de télévision par internet ne se développe au milieu des années 2000 et à la même période, la télévision par câble ne connait qu'un succès relatif en France, ne parvenant à toucher qu'une petite partie du territoire.
De 1995 à 2011, la télévision en France passe progressivement à la technologie numérique, avant d'adopter cinq ans plus tard, la haute définition puis le téléviseur connecté.

## Pionniers et développement: années 1920 et 1930
En 1880 et 1881, différents chercheurs français et étrangers comme George R. Carey de Boston, Adriano de Paiva à Porto, Constantin Senlecq à Ardres en France, conçoivent presque simultanément le principe d'une image projetée sur une surface photosensible composée de points de sélénium, un matériau photoélectrique ; le résultat de chaque point est transmis séquentiellement à un récepteur synchronisé avec l'émetteur (télectroscope). Ce principe de l'analyse séquentielle de l'image est l'une des bases de tout système de retransmission d'images fixes ou animées.
En plus des chercheurs, ingénieurs, inventeurs, journalistes spécialisés et laboratoires de sociétés en France, on note également l'initiative de personnalités au pouvoir qui soutiennent et développent ces technologies. Ainsi, le 28 décembre 1927 le gouvernement Poincaré crée le service de radiodiffusion, rattaché aux PTT.
En 1928 le démarrage des recherches est mené par René Barthélémy au sein du service d'études et de laboratoire pour la télévision de la Compagnie des Compteurs de Montrouge, créé à l'initiative d'Ernest Chamon et de Jean Le Duc. Les émissions sont en 30 lignes.
La presse spécialisée n'est pas en reste et le 1er novembre 1928 la revue technique française La Télévision dirigée par Eugène Aisberg est lancée.
Pour la première fois en France, le 14 avril 1931, la retransmission hertzienne d'une image d'une définition de trente lignes entre Montrouge et Malakoff est réalisée par René Barthélemy. Le 6 décembre 1931 Henri de France fonde la Compagnie générale de télévision (CGT).
En décembre 1932, René Barthélemy réalise un programme régulier expérimental en noir et blanc à définition de 60 lignes, d'une durée d'une heure par semaine, intitulé Paris Télévision. Rares sont les récepteurs aptes à les capter, soit une centaine, surtout installés dans les services publics.

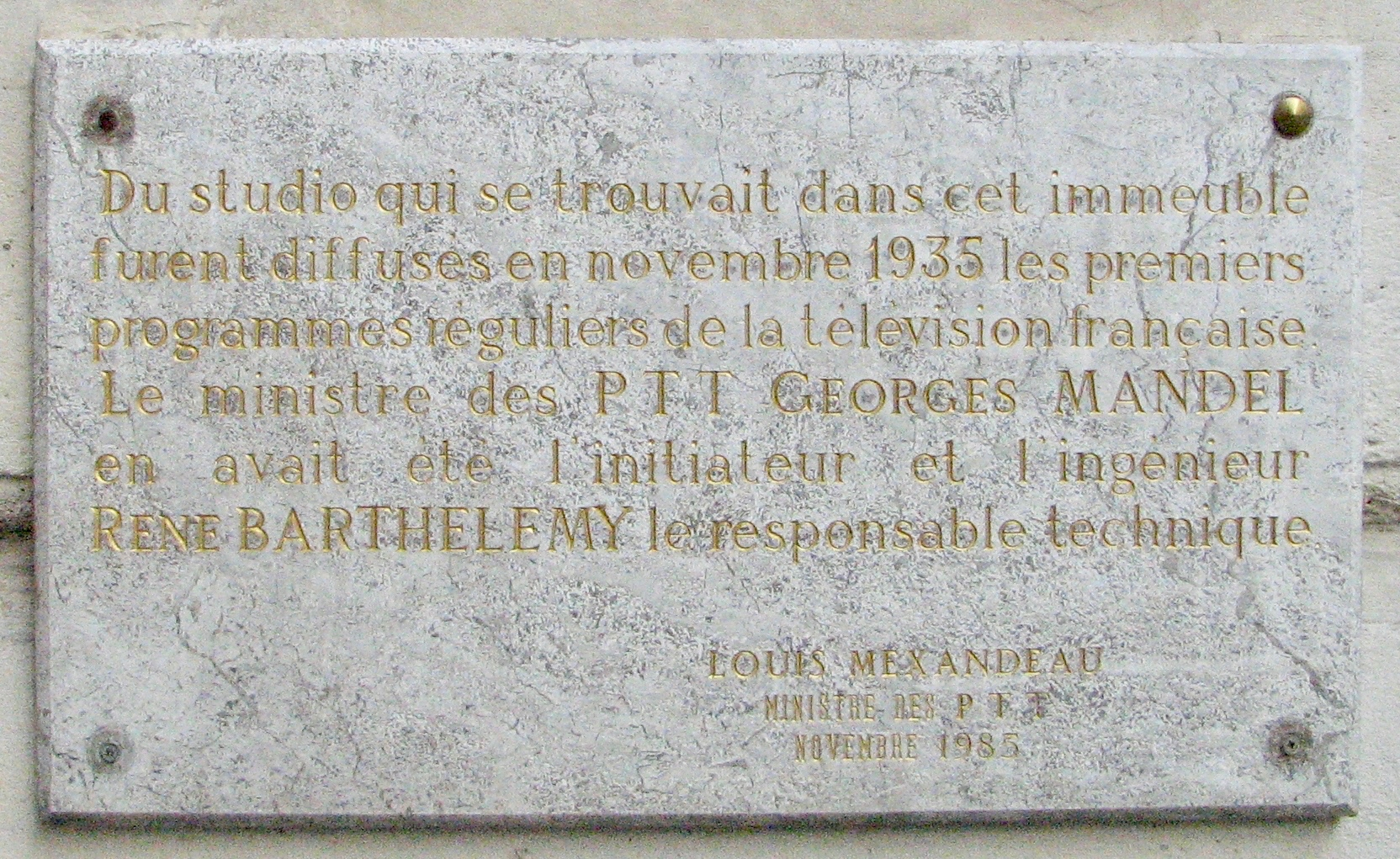
Plaque commémorative 103 rue de Grenelle (Paris), ancien siège du ministère des PTT, de là où en 1935 furent diffusés les premiers programmes réguliers de la télévision française.

### Naissance de la première chaîne française

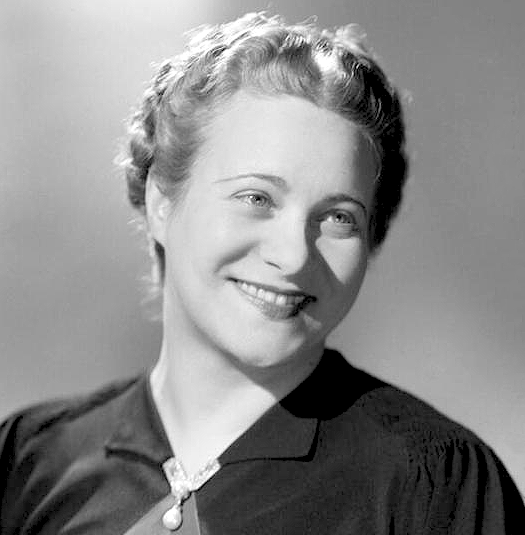
Béatrice Bretty en 1938 (Studio Harcourt).

Le 26 avril 1935, sous l'impulsion de Georges Mandel, le canal Radiovision-PTT est officiellement lancé, représentant ainsi la toute première émission régulière et surtout la première chaîne de télévision française (60 lignes), émise depuis le ministère des PTT au 103, rue de Grenelle à Paris. La comédienne Béatrice Bretty, l'acteur Jean Toscan et René Barthélemy sont les premiers présentateurs de la télévision en France dont les prises de vues sont réalisées. En novembre 1935, les premiers programmes réguliers sont produits depuis le même plateau ; une plaque commémorative rend hommage à cet évènement.
Le 8 novembre 1935 la définition de 180 lignes est atteinte en télédiffusion et le tout premier émetteur de télévision à haute fréquence est installé au sommet de la tour Eiffel. Quelques semaines plus tard, en décembre 1935 est organisée la première diffusion à destination du public : six centres équipés de récepteurs ont été installés à Paris, à savoir au ministère des PTT, à la maison de la Chimie, à l'office du tourisme sis avenue des Champs-Élysées, à la maison des Ingénieurs civils, à la mairie du 5e arrondissement et au Conservatoire national des arts et métiers. À tour de rôle car la salle ne comprend qu'environ 300 places, près de 3000 personnes visionnent quelques minutes de programmes télévisés en direct.
Les premières émissions quotidiennes, chaque soir de 20 h à 20 h 30, sont lancées à partir du 4 janvier 1937. On compte une centaine de récepteurs chez les particuliers. En octobre 1937, le président Albert Lebrun refuse d'être filmé en direct lorsqu'il assiste à une séance de télévision.

## La période de la guerre
Le 3 septembre 1940 la radiodiffusion et la télévision françaises sont prises en main par les autorités allemandes en zone occupée, mais après certains sabotages réalisés par la Résistance en juin 1940, juste avant l'invasion.
Vers 15 h le 7 mai 1943, la première émission de la chaîne allemande Fernsehsender Paris est émise depuis les plateaux du 13-15 rue Cognacq-Jay. Les prises de vue sont réalisées depuis un vaste studio aménagé rue de l'Université, dans l'ancien music-hall Magic City transformé ad hoc. Pour assurer la retransmission, un émetteur allemand de marque Telefunken est installé au sommet de la tour Eiffel en remplacement des émetteurs français à 455 lignes sabotés par les résistants. Ces émissions régulières en français et partiellement en allemand durent jusqu'au 12 août 1944. Elles sont reçues par un millier de téléviseurs 441 lignes, essentiellement installés dans les hôpitaux et les foyers pour soldats allemands.
En 1944, Henri de France réfugié à Lyon met au point la définition de la télévision à 819 lignes. À la Compagnie des compteurs (CDC) à Montrouge, pendant les années d'occupation, René Barthélemy parvient à atteindre 1 029 lignes.

## La Libération
Le 1er octobre 1944 la télévision française après la libération de Paris se réorganise progressivement. Quelques émissions sont provisoirement diffusées en circuit fermé dans les locaux de Cognacq-Jay. En 1945, après restitution du sommet de la tour Eiffel par les troupes américaines, les émissions de la télévision française reprennent avec une définition variant de 441 lignes pour les téléviseurs Telefunken à 455 lignes pour les appareils français de marque Grammont et CDC, en fonction des équipements de tournage. Le 5 juin 1947 voit s'établir le premier direct en dehors des studios, depuis le théâtre des Champs-Élysées à Paris.

## Institutionnalisation
En 1948, la télévision diffuse six cents heures de programme par an, soit en moyenne 1 h 38 min quotidiennes.
Le 20 novembre 1948 la France choisit officiellement la haute définition pour son réseau national en constitution, fixée par le décret signé par le ministre Mitterrand à 819 lignes. La norme exploite l'image positive et la modulation d'amplitude.
Les émissions télévisées de la Radiodiffusion française commencent fin 1949 dans cette haute définition, avec un programme limité à une heure par jour au début, distincts du programme diffusé en 441 lignes.
La France est l'un des rares pays à adopter cette norme à 819 lignes, avec ses voisins immédiats en langue française, Luxembourg avec Télé Luxembourg en 1955, Monaco avec Télé Monte-Carlo dès novembre 1954 et la Belgique francophone avec la RTB dès 1955.

## RTF: Radiodiffusion-Télévision Française

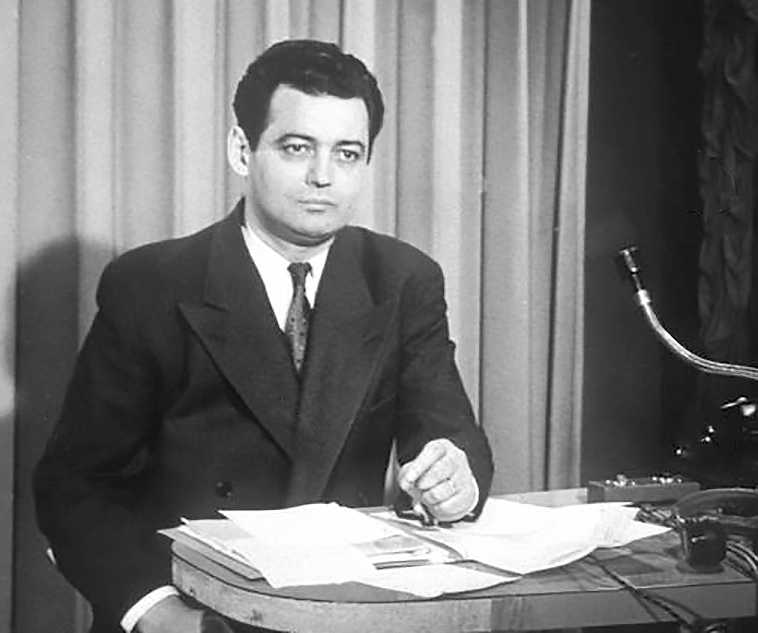
En 1949, Pierre Sabbagh présente le premier journal quotidien.

Le 9 février 1949 l'organisme officiel de Radiodiffusion française « RDF » devient la Radiodiffusion-télévision française « RTF ». Pour la première fois au monde, le 29 juin 1949, un véritable journal télévisé quotidien est créé par Pierre Sabbagh. Aucun présentateur n'est présent à l'antenne, les actualités filmées sont uniquement commentées en direct, en « voix-off ». L'équipe est composée de Gilbert Larriaga, Pierre Dumayet, Pierre Tchernia, Jean-Marie Coldefy, Georges de Caunes, Denise Glaser, Jacques Sallebert, Roger Debouzy, Claude Loursais, Claude Darget, Jacques Anjubault. On compte trois mille récepteurs, ce qui à l'époque fait de la télévision un média de luxe.
Après Paris, le 25 avril 1950 la commune de Lille est la seconde ville de France à être équipée d'une station émettrice de télévision. Le studio et l'émetteur sont installés au sommet du beffroi de l'Hôtel de Ville et les émissions, reçues jusqu'en Belgique, comportent même un programme en flamand. On estime le parc de l'époque à 3 500 téléviseurs, essentiellement en Île-de-France. Les émissions de la tour Eiffel et du Beffroi couvrent à peine 10 % du territoire national.
En 1951, Lille est reliée à Paris par un faisceau hertzien, ce qui permet dès lors de relayer le programme national, tout en conservant quelques émissions locales, avant ou après celles de Paris. En mars 1951 la commune de Nogentel voit la naissance du premier télé-club français, expérience télévisuelle collective.
Au début des années 1950, l'émergence des télé-clubs à l'instar des ciné-clubs permettent d'équiper la province et les zones rurales du Nord de la France, notamment à l'initiative d'enseignants. Ces clubs remportent un franc succès avant que le téléviseur soit accessible au plus grand nombre des foyers.
L'année 1952 voit le lancement de l'émission animalière La Vie des animaux de Frédéric Rossif et Claude Darget ainsi que de l'émission de variétés La Joie de vivre d'Henri Spade présentée par Jacqueline Joubert. En juillet 1952, en vue du couronnement de la reine Élisabeth II, une « semaine franco-britannique » est organisée à Paris. La BBC et la RTF mettent en oeuvre les moyens techniques permettant d'échanger des émissions vidéo avec des définitions différentes : à Lille, une caméra anglaise à 405 lignes capture l'image affichée par un écran moniteur à 819 lignes à tube cathodique spécial. Le signal est envoyé à Londres via un faisceau hertzien Calais-Douvres. Grâce à ce même « convertisseur », les téléspectateurs en 441 lignes, jusque-là limités à des vieux films et des émissions de plateau, peuvent désormais voir le même programme que ceux en 819 lignes, composé de variétés, de directs sportifs, du journal télévisé, etc.
En 1953, la première émission littéraire Lectures pour tous de Pierre Desgraupes et Pierre Dumayet est lancée. De même, l'émission de variétés 36 chandelles de Jean Nohain et La Séquence du spectateur de Claude Mionnet présentant des extraits de films de cinéma. Cette seconde émission va rester très longtemps à l'antenne, jusqu'en 1989, sur la chaîne TF1.
L'événement marquant du 2 juin 1953 est le couronnement d'Élisabeth II, retransmis en noir et blanc, en direct par la RTF. Le beffroi de l'hôtel de ville de Lille est le « centre nodal » du réseau avec la conversion des images anglaises à 405 lignes en 819 lignes vers Paris, qui les reconvertit dès lors en 441 lignes puis vers la Belgique francophone, et enfin en 625 lignes, vers la Belgique flamande, l'Allemagne et le Danemark. À Strasbourg, le 30 septembre 1953 un émetteur local est inauguré en urgence rue Lauth, près de la place de Bordeaux, en plein centre de la ville, de crainte que les Alsaciens dont certains ont déjà pu suivre le couronnement depuis l'émetteur de Baden-Baden, ne s'équipent de téléviseurs allemands en 625 lignes, ne pouvant pas encore permettre la réception de la RTF. Ce troisième émetteur français, après Paris Tour-Eiffel et Lille Beffroi, entre dès lors en service et reste opérationnel jusqu'au lancement du puissant émetteur TV de Nordheim-Strasbourg, qui le remplace en 1965.
La France est l'un des membres fondateurs le 6 juin 1954 de l'Eurovision ; ce jour-là, des téléspectateurs de l'Europe assistent à la Fête des narcisses et ses chars fleuris, à Montreux.
L'année 1954 voit apparaître sur le petit écran différents événements télévisuels parmi lesquels on note le rendez-vous du cirque La Piste aux étoiles de Gilles Margaritis et Pierre Tchernia. Seulement 1 % des ménages français possèdent une télévision.
En octobre 1955 le Service des dramatiques de la RTF est désormais dirigé par André Frank, homme de théâtre et auteur de La Dramaturgie et l'image à la télévision (L'Écriture par l'image, UNESCO, 1970),.
Le déploiement des émetteurs régionaux se poursuit avec Lyon sur la tour de Fourvière et celui de Marseille sur le massif de l'Étoile, lequel est capté jusqu'à Avignon, Nîmes et Montpellier. Ces émetteurs sont complétés en 1955 par les relais locaux de Reims, Nancy et Grenoble, puis du puissant émetteur de Lyon Mont Pilat, reçu dans la vallée du Rhône, le Sud de la Bourgogne, une partie des Alpes et du Massif central.

## Concurrence francophone aux frontières
Le début des années 1950 connaît l'émergence de différents projets et entreprises privées ou publiques dans les pays francophones aux frontières françaises. Cette situation stimule à la fois l'intérêt des investisseurs et préoccupe les pouvoirs publics français souhaitant privilégier le contrôle des émissions étrangères sur le sol national.
Depuis le territoire allemand occupé par la France, la chaîne francophone privée Télé-Sarre commence à émettre en 1953 mais doit rapidement cesser ses émissions avant qu'elle ne devienne, en 1956, la première télévision privée régionale d'Allemagne de l'Ouest. 
En 1954 sur la Côte d'Azur, la RTF est également devancée par la mise en service de la chaîne privée monégasque Télé Monte-Carlo, également en 819 lignes et captée jusque dans les quartiers hauts de Marseille ainsi que dans le nord de la Corse. 
En Suisse francophone, le début de l'année 1954 marque le lancement de la future chaîne Télévision suisse romande. Elle peut être captée dans les Alpes françaises.
Dans l'Est de la France, en plus de la concurrence télévisuelle germanophone, la RTF doit désormais affronter celle de la francophone Télé-Luxembourg, dont le puissant émetteur 819 lignes de Dudelange est capté au delà de Reims, Épinal et l'ouest de Strasbourg.
Enfin, pour les Français résidents près de la frontière, la chaîne belge La Une en 819 lignes permet d'ajouter le programme public de Belgique piloté en 1960 par la RTBF.

## Les antennes régionales en expansion
L'année 1956 compte cinq cent mille récepteurs de télévision.
À Paris, sur la tour Eiffel, l'ancien émetteur 441 lignes toujours en fonction est victime d'un incendie le 3 janvier, lequel devait fonctionner jusqu'en 1958 et ne sera pas réparé. Ses téléspectateurs pionniers sont indemnisés pour l'achat d'un récepteur 819 lignes.
De nouveaux puissants émetteurs régionaux sont mis en service à Mulhouse (Belvédère), Caen (Mont Pinçon), Metz (Luttange), Cannes (pic de l'Ours), et Toulon (cap Sicié) pour contrer la concurrence de la Télévision allemande, de la Télévision suisse, de Télé-Luxembourg, de Télé Monte-Carlo et même pour la Bretagne et la Normandie, celle de la chaîne publique britannique BBC et de la chaîne privée britannique ITV Channel Television émises depuis l'émetteur de Jersey. S'y ajoutent les émetteurs de Rouen (Grand-Couronne) et de Bourges (Neuvy Deux Clochers).
Pour la première fois, la télévision inaugure une antenne outremer, le 24 décembre 1956, l'émetteur 819 lignes d'Alger (cap Matifou) est mis en fonction. Une astuce technique permet la retransmission simultanée du son en deux langues (français et arabe) pour certaines de ses émissions[réf. nécessaire]. Les émissions sont entièrement produites sur place, aucun relais n'est alors constitué avec la métropole.
En 1957 et 1958, par manque de crédits, la RTF doit se contenter de relais locaux de faible puissance à Rennes, Nantes, Limoges, Amiens, Carcassonne, Ajaccio… Les émetteurs de Clermont-Ferrand (Puy-de-Dôme) et de Toulouse (pic du Midi) permettent de couvrir de vastes zones de l'Auvergne et du Morvan, et de l'Aquitaine entre Toulouse et Bordeaux. En 1957, seulement 50 % des Français peuvent recevoir la télévision.
Pourtant, en 1958 environ 10 % des foyers français sont équipés d'un téléviseur. Toutefois l'audience est légèrement supérieure du fait de la pratique d'aller voir la télévision chez de la famille ou des voisins, dans des cafés ou dans les télé-clubs.
En 1959, le directeur de la Télévision, Jean d'Arcy, est remplacé par Albert Ollivier. Les émetteurs régionaux définitifs de Rennes (Saint-Pern), Aurillac (La Bastide du Haut-Mont), Limoges (Les Cars) couvrent désormais de vastes zones de la Bretagne et du Massif central. Dans le Nord, l'émetteur situé dans le beffroi de Lille est remplacé par le nouveau et puissant émetteur du grand centre de Bouvigny, près de Lens, qui émet sur deux canaux différents, l'un vers Lille et le Nord-Pas-de-Calais, l'autre vers Amiens et la Picardie. On compte 850 télé-clubs en France.

### L'expansion des années 1960
Les années 1960 marquent une considérable expansion de la télévision en France. Elle pénètre largement les foyers français et installe des habitudes par un cadre chronologique clairement organisé et récurrent : la grille de programmes avec une chaîne unique permet de concentrer l'audience de la grande majorité des Français. En 1960, 17% des foyers sont équipés d'un téléviseur. Ce chiffre va être multiplié par 4 en moins de 10 ans.
En 1960 et 1961, l'achèvement du premier réseau national en haute définition 819 lignes s'opère avec les centres régionaux de Nantes (Haute-Goulaine), Le Mans (Mayet), Brest (Roc Trédudon), Vannes (Moustoir'Ac), Niort (Maisonnay) (cet émetteur de Niort permettant de couvrir plusieurs départements du Centre-Ouest de la France), Troyes (Les Riceys), Bastia (Serra di Pigno), Gex (mont Rond) et l'augmentation de puissance des émetteurs de Carcassonne (Pic de Nore), Ajaccio (Coti-Chiavari) et du pic du Midi. En 1961, un prototype de télécommande de téléviseur est présenté au salon de la radiotélévision à Paris.
Une retransmission en Mondovision est réalisée le 11 juillet 1962, constituant la première retransmission en direct via le satellite Telstar 1, reçue notamment au Centre de télécommunication spatiale de Pleumeur-Bodou en France, depuis les États-Unis.
En 1963, l'émetteur de Besançon (Lomont) et l'Émetteur TV de Nordheim-Strasbourg sont mis en service. La télévision diffuse 2 950 heures de programmes dans l'année (plus de 8 heures en moyenne par jour).
Le 12 octobre 1963 le réalisateur Jean-Christophe Averty met à l'antenne ses premières expériences de trucages en vidéo avec Les Raisins verts, grâce au magnétoscope de l'ORTF.
Le 21 décembre 1963 la deuxième chaîne expérimente quelques émissions diffusées uniquement sur Paris en bande V UHF à partir de la tour hertzienne des Buttes-Chaumont.
Le 18 avril 1964, la deuxième chaîne nationale RTF Télévision 2 diffusée en noir et blanc en 625 lignes UHF est lancée, adoptant une norme vidéo facilitant les échanges avec les autres pays européens qui utilisent majoritairement cette définition. Les antennes au sommet de la Tour Eiffel sont modifiées, portant la hauteur totale de l'édifice à 324 mètres.
En 1964, Noële Noblecourt, présentatrice de l'émission Télé Dimanche est renvoyée officiellement pour avoir montré ses genoux à l'antenne. Interviewée par Vincent Perrot une trentaine d'années plus tard, elle affirme avoir été licenciée pour avoir refusé les avances de Raymond Marcillac, directeur de l'information de la première chaîne de la RTF.
Durant les années 1964 et 1965, le ministre de l'Information Alain Peyrefitte inaugure le Centre d'actualités télévisées (CAT) dans chaque province de France. Deux régions possèdent deux CAT : la future région des Pays de la Loire (Nantes et Le Mans) ainsi que la future région PACA avec Marseille qui couvre aussi l'actualité en Corse et Nice. Deux stations locales sont également inaugurées à Millau (Quercy) et Grenoble (Alpes).

## ORTF: Office de radiodiffusion-télévision française
En 1964, d'après le Centre d'étude des supports de publicité (CESP), les Français de 15 ans et plus, avec un téléviseur dans leur foyer, regardent la télévision 134 minutes par jour. Le 27 juin 1964 une loi crée l'Office de radiodiffusion-télévision française placé « sous la tutelle » et non plus « sous l'autorité » du ministère de l'Information.
En 1965, le puissant émetteur TV de Nordheim-Strasbourg est inauguré en remplacement de celui de faible puissance situé au centre-ville de Strasbourg. La puissance de diffusion du nouvel émetteur permet aux Alsaciens habitant dans l'ensemble du Bas-Rhin de recevoir désormais les deux chaînes de télévision françaises dans des conditions techniques satisfaisantes.
En 1967, la télévision nationale diffuse 5 297 heures de programmes par an, soit plus de 14 heures en moyenne par jour, représentant près de 60% de plus qu'en 1963.

Le 7 mai 1967 la première émission de télévision en couleur en direct et en extérieur sur les bords de la Loire est diffusée sur l'ensemble du réseau français de la deuxième chaîne de l'ORTF. Pendant une demi-heure les quelques rares téléspectateurs qui possèdent des récepteurs équipés ont pu voir en couleur, et les autres en noir et blanc, la reconstitution de la chevauchée de Jeanne d'Arc qui, le 6 mai 1429, a traversé la Loire en amont d'Orléans.

Logo de la deuxième chaîne couleur de l'ORTF du 1 octobre 1967 au 21 août 1972.

### Et voici la couleur
Les premières retransmissions de 1958 sur l'émetteur UHF expérimental de la tour Eiffel exploitant le Sécam ont été suivies de différentes évolutions du format couleur français et du retard engendré notamment par la pression des fabricants de téléviseurs noir et blanc. La couleur et surtout l'arrivée de la deuxième chaîne favorisent la croissance de l'équipement en téléviseurs.
Le 1er octobre 1967 la deuxième chaîne passe à la couleur, mais reste visible seulement chez ceux possédant une télévision couleur, la France ayant choisi en juin 1967 le SÉCAM IIIB, standard de codage vidéo couleur, conçu et développé par Henri de France.
Le 1er octobre 1968 le premier écran de publicité de marque apparaît sur la première chaîne : auparavant, seules certaines compagnies publiques ou organismes d'intérêt national en ont eu le droit. Jusqu'alors, le plus souvent les étiquettes des produits ou appareils sont masquées ou dissimulées.

### Années 1970: la troisième chaîne
En 1970, 70 % des foyers sont équipés d'un téléviseur.
Le 1er janvier 1972, un nouveau générique d'ouverture en couleur pour la deuxième chaîne est mis à l'antenne ainsi que celui dessiné par Jean-Michel Folon, sur une musique d'Ennio Morricone pour l'émission Italiques produite et animée par Marc Gilbert.
Le 31 décembre 1972, la troisième chaîne hertzienne française ou « C3 » pour « Chaîne 3 » ou encore « Couleur 3 » est lancée. Comme la deuxième chaîne à ses débuts, elle n'est reçue que par une minorité de 25 % de la population française, basée essentiellement en Île-de-France, à Lyon, au Nord et à l'Est de la France. Elle est censée contrer la concurrence des émissions en couleurs de Télé-Luxembourg, des chaînes belges, suisses et allemandes. Comme pour la deuxième chaîne, la priorité est étendue ensuite aux principales agglomérations de l'Ouest, du Sud-Est et du Midi. Ses programmes ne commencent qu'à 19 h pour finir vers 22 h. Principalement composés de productions des différentes stations régionales et de documentaires, le cinéma y tient cependant une certaine place.
Le 30 septembre 1973, en réaction au premier choc pétrolier, le Premier ministre Pierre Messmer annonce l'arrêt de tous les programmes de télévision à 23 h précises, par souci d'économie d'énergie,.

## L'après-ORTF: 3 chaînes publiques autonomes
Le 7 août 1974, une loi met fin à l'ORTF, la découpant en sept établissements autonomes : Radio France, TF1, Antenne 2, FR3, Télédiffusion de France (TDF), la Société française de production (SFP) et l'Institut national de l'audiovisuel (INA). Le 6 janvier 1975 voit le lancement officiel de TF1, Antenne 2, FR3, Télédiffusion de France (TDF), la SFP (Société française de production) et de l'INA (Institut national de l'audiovisuel).
Jusqu'alors toujours diffusée en noir et blanc 819 lignes sur son réseau historique d'émetteurs national, le 1er septembre 1975, le signal de la chaîne TF1 est repris en couleur sur la chaîne FR3, à midi et l’après-midi, jusqu’au démarrage des émissions de FR3 à 18 h.
Le 20 décembre 1975, TF1 exploite pour la première fois son propre canal de diffusion en couleur Sécam 625 lignes mais uniquement en région parisienne depuis la tour Eiffel : canal numéro 25 en UHF.
Entre le 14 et le 21 décembre 1981, une émission expérimentale à Lyon est diffusée par la chaîne provisoire TVL 22.
Le 19 juillet 1983, les émetteurs VHF 819 lignes du réseau national TF1 en noir et blanc sont définitivement arrêtés. Ces canaux doivent permettre à une nouvelle chaîne d'être diffusée.

## La vidéo, offre délinéarisée ou alternative
Après la télécommande, le magnétoscope représente un moyen modifiant profondément les modes de consommation de la télévision. Apparu au milieu des années 1970, le magnétoscope permet d'enregistrer une chaîne tout en regardant une autre ou encore, il permet de programmer un enregistrement en cas d'absence. Dès la toute fin des années 1970, les premiers vidéo-clubs apparaissent, permettant de louer une cassette vidéo. La multiplication des chaînes, la télévision par câble et par satellite accentuent encore le succès commercial de la vidéo.
Toutefois, le magnétoscope bien que provisoirement remplacé par l'enregistreur numérique sur disque dur ou sur DVD à la fin des années 1990, est progressivement abandonné par le public, au profit des services délinéarisés proposés par les opérateurs et les services IPTV, intégrés via leur « box » (terminal adapté à la télévision) puis la Télévision de rattrapage et la Vidéo à la demande, au début des années 2000.

## Fin du monopole des chaînes publiques nationales
Le 2 janvier 1984, la chaîne francophone internationale TV5 est lancée par satellite, via Eutelsat. Le 4 août 1984, le programme de satellites de télécommunication Télécom 1 est lancé : il retransmet les chaînes nationales françaises, y compris Canal+ à partir de novembre 1984.
Le 4 novembre 1984 à 8 h du matin, la 4e chaîne nationale hertzienne de télévision française mais payante et brouillée, intitulée Canal+, représente la première chaîne privée française. Pour la première fois en Europe Canal+ exploite une télédiffusion terrestre codée. Elle exploite la bande de fréquences des émetteurs VHF libérés à la suite de l'arrêt l'année précédente de TF1 en noir et blanc à la norme 819 lignes.
Le 18 décembre 1985, plusieurs chaînes frontalières TMC, RTL Télévision, la chaîne étrangère Sky Channel et la chaîne diffusée par satellite TV5 sont distribuées sur les premiers réseaux de télévision par câble à Cergy Pontoise.
La chaîne jeunesse Canal J est inaugurée et lancée par le groupe Lagardère le 23 décembre 1985 : première chaîne de télévision française thématique, destinée en premier lieu aux enfants de 3 à 14 ans, sur le câble. À partir de 1988, sur le câble et par réception satellite individuelle, les décodeurs et récepteurs Visiopass et Decsat sont respectivement développés puis lancés par France Télécom et par Canal+. Ces appareils exploitent la nouvelle norme de télévision D2 Mac prévue pour remplacer la norme 625 lignes et le standard couleur Sécam.

## Multiplication de l'offre nationale
Le rythme de création de chaînes de télévision principalement privées va augmenter durant les années 1980, passant d'une petite dizaine à plusieurs centaines, notamment si on considère les chaines étrangères par satellite. Ces chaînes sont accessibles via le câble et simultanément par la réception satellite.
Le 20 février 1986 à 20 h 30 la 5e chaîne de télévision hertzienne française, intitulée La Cinq est lancée. Première chaîne généraliste privée et commerciale française à être diffusée en clair, sans abonnement. Dirigée par Silvio Berlusconi, elle émet, après différents changements d'actionnaires, jusqu'au soir du 12 avril 1992. La chaîne est retransmise sur les satellites de télécommunication Télécom 1 et 2 dont elle fait figurer l'image dans le générique de ses journaux télévisés.
Le 1er mars 1986 à 14 h TV6, 6e chaîne de télévision nationale hertzienne française, est lancée. Première chaîne musicale hertzienne en Europe, va être supprimée un an plus tard à la suite du changement de gouvernement, une majorité de droite ayant remplacé la gauche au pouvoir.
Le 14 mai 1986 le nouveau ministre de la Communication François Léotard annonce la privatisation de TF1 au profit du groupe Bouygues et modifie l'attribution de la sixième chaîne de télévision française qui passe à un autre opérateur, finalement acquise par les groupes Lyonnaise des Eaux et CLT.
La chaîne Paris Première est lancée sur le câble le 15 décembre 1986.
Le 1er mars 1987 Métropole Télévision dite M6, appartenant au groupe RTL, est lancée en remplacement de TV6.
Le 16 avril 1987 la première chaîne nationale historique TF1 est privatisée. L'État la vend au groupe Bouygues pour 3 milliards de francs français (plus de 457 millions d'euros).
La chaîne TV Sport est inaugurée et lancée par Groupe Canal+ et Havas Image uniquement sur les réseaux câblés, en février 1988 : il s'agit de la première chaîne thématique sportive en langue française.
La chaîne Planète Câble est inaugurée et lancée par Ellipse Câble le 19 septembre 1988 : c'est la première chaîne de télévision thématique française payante consacrée aux documentaires.
La chaîne La Sept (Société d'édition de programmes de télévision) voit le jour le 30 mai 1989 à 20 h 50. Dans un premier temps, elle exploite uniquement le réseau de FR3, le samedi soir, mais elle est progressivement aussi retransmise par plusieurs satellites français et allemands.
Le 2 août 1989 la présidence commune des chaînes publiques Antenne 2 et FR3 est constituée.

## L'offre satellite
En 1989, en complément des satellites français Télécom 1 et 2 qui délivrent principalement les chaînes nationales terrestres privées et publiques, une offre complémentaire utilisant la norme D2-Mac est progressivement proposée sur les satellites français TDF1 et TDF2. Toutefois, ce bouquet ne peut techniquement pas offrir plus de 16 canaux et en raison de multiples pannes, il est limité à la moitié. Les chaînes Canal+, MCM Euromusique et France Supervision l'utilisent et on découvre ainsi le nouveau format d'image large ou 16/9.
Le 12 avril 1992 à minuit voit l'arrêt définitif des programmes de La Cinq.
Le 7 septembre 1992 voit la création de France Télévisions : Antenne 2 devient France 2, et FR3 devient France 3.
La chaîne culturelle franco-allemande Arte sur le 5e réseau hertzien (de 19 h à 3 h du matin) est lancée le 28 septembre 1992 mais retransmet toujours sur un canal spécifique par satellite. La Cinquième puis France 5 occupent le reste du temps d'antenne du canal terrestre.
La disparition des speakerines sur la chaîne privée TF1 est effective en 1992.
En novembre 1992, le premier bouquet payant français de télévision par satellite est lancé sous le nom Canalsatellite. Toutefois, sa souscription est relativement coûteuse, surtout si l'abonné souhaite bénéficier de l'offre complète, nécessitant deux décodeurs, dont un pour la norme D2 Mac.
En 1994, les services de vidéo à la séance ou Pay Per View sont lancés sur le câble et le satellite avec Multivision (France Télécom) et Kiosque (Canal+).
La première chaîne de télévision d'information en continu française privée LCI est inaugurée et lancée le 24 juin 1994 par le groupe TF1.
Le 13 décembre 1994 est lancée La Cinquième, la chaîne « du savoir, de la formation et de l'emploi ».

## France Télévisions et multiplication des chaînes
En décembre 1995, le groupe AB inaugure une chaîne commerciale semi-généraliste en clair nommée « AB Channel 1 »  avant de diffuser un premier multiplex à la norme numérique DVB-S en clair, quelques mois plus tard, préfigurant son offre AB sat.
Le groupe France Télévisions service public comprenant France 2 et France 3, La Cinquième devenue France 5, Festival devenue France 4, RFO Sat devenue France Ô et RFO est créé le 1er août 2000.
Le 4 novembre 1999 la deuxième chaîne d'information nationale française i>télévision est lancée par le groupe Canal+. Cette chaîne est la première chaîne française d'information nationale à être diffusée en clair et sans abonnement.
Le 26 avril 2001 l'émission Loft Story, première émission de téléréalité de la télévision française, est lancée.
Le 5 janvier 2009 la publicité est réduite à l'antenne du service public sur France 2, France 3, France 4, France 5, France Ô et supprimée entre 20 h et 6 h du matin.

### L'avènement de la télévision numérique
Après la télédiffusion par satellite en 1995 et l'arrivée des bouquets numériques français AB Sat, Canalsatellite et Télévision Par Satellite, la norme Digital Video Broadcasting est progressivement introduite sur le câble puis expérimentée notamment en région parisienne à partir de l'année 1999. Sur le câble, elle nécessite d'utiliser un adaptateur ou de remplacer le décodeur câble analogique.
À partir de la décennie 2000, la multiplication des chaînes, l'évolution du comportement du téléspectateur et celle de la consommation télévisuelle notamment permises grâce à Internet, l'avenir de certaines chaînes trop généralistes est souleva.
Toutefois, bien que les modes de consommation délinéarisée se multiplient, la télévision reste un puissant média de masse et pour les grands réseaux nationaux son audience résiste, sur certains programmes récurrents ou événements exceptionnels.
En 2002, l'opérateur Internet Free lance la Freebox permettant d'accéder à une offre spécifique de télévision, via le réseau téléphonique xDSL.
Bien que des pressions de la part des diffuseurs historiques et groupes privés comme TF1, M6 et Canal+ aient freiné son introduction, la télévision numérique terrestre (TNT) française est officiellement lancée sur le plan national le 31 mars 2005, comprenant à sa naissance 14 canaux dont les 7 chaînes historiques TF1, France 2, France 3, Canal+, France 5, M6 et Arte, complétées par 7 nouvelles antennes : Direct 8, W9, TMC, NT1, NRJ 12, LCP (canal partagé entre LCP-AN et Public Sénat) et France 4.
À l'automne 2005 4 chaînes complètent l'offre TNT : BFM TV, I-Télé, Europe 2 TV et Gulli. On note que la chaîne LCI n'est pas diffusée en clair dans cette offre.
La chaîne d'information internationale française France 24 est lancée le 5 décembre 2006 mais n'est pas retransmise dans l'offre nationale terrestre française mais accessible en clair par satellite, sans abonnement.
En mars 2007 la fusion Nouveau Canalsat réunit les offres concurrentes de télévision payantes par satellite Canalsat et TPS.
La TNT HD, à vidéo haute définition, est lancée en France le 30 octobre 2008. L'offre comprend notamment les 4 chaînes sans abonnement TF1 HD, France 2 HD, M6 HD et Arte HD.

### Abandon progressif de l'analogique
À partir du 18 octobre 2009 le début du démantèlement et de l'arrêt des émetteurs analogiques à la « norme L » « 625 lignes » codage couleur Sécam par le Nord-Cotentin (première « région » à ne recevoir la télévision qu'en numérique) sauf pour la chaîne Canal+ qui exploite un calendrier de transition spécifique. Le 25 novembre 2009 voit le début du passage de Canal+ au tout numérique dans la région Provence-Alpes-Côte d'Azur, il faudra attendre jusqu'au 24 novembre 2010 pour l'Île-de-France.
Le canal outremer France Ô arrive sur la TNT nationale le 15 juin 2010.
La transition vers le tout numérique se poursuit le 29 novembre 2011 dans le Languedoc-Roussillon et les derniers DOM-TOM qui la recevaient encore. Cette date marque la fin de la télédiffusion analogique.
Le 12 décembre 2012, 6 nouvelles chaînes de télévision en clair et en haute définition sont ajoutées à l'offre TNT : HD1, L'Équipe 21, 6ter, Numéro 23, RMC Découverte et Chérie 25.

### Changement de norme, émergence d'Internet
Le 5 avril 2016 le format vidéo numérique MPEG-2 de la TNT est abandonné en France, au profit du MPEG-4. La majorité des chaînes passent à la haute définition, hormis certaines chaînes locales, Paris Première ou encore LCI. La chaîne d'information jusqu'alors payante et codée, en profite pour passer sur la TNT en clair.
Le 1er septembre 2016, la chaîne nationale d'information de service public France Info est lancée, dix ans après le lancement de France 24.
Le 24 août 2020, la chaîne France Ô est la première chaîne hertzienne à être supprimée depuis la création de la TNT en 2005.